# Diplocyclos palmatus
Espèce
Diplocyclos palmatus est une espèce de plante à fleurs de la famille des Cucurbitaceae, originaire des régions tropicales de l'Ancien monde.
C'est une plante herbacée grimpante parfois cultivée comme plante ornementale pour ses fruits décoratifs. Les feuilles, les jeunes pousses et les jeunes fruits sont parfois consommés comme légume. 
Les feuilles sont utilisés dans la médecine traditionnelle indienne, notamment comme antihelminthique.

## Taxonomie

### Synonymes
- Bryonia laciniosa auct.
- Bryonia palmata L. (basionyme)
- Bryonopsis laciniosa auct.
- Ilocania pedata Merr.
- Zehneria erythrocarpa F. Muell.

### Liste des sous-espèces
Selon Tropicos (31 août 2013) :
- sous-espèce Diplocyclos palmatus subsp. affinis (Endl.) P.S. Green

## Distribution
L'aire de répartition de Diplocyclos palmatus comprend toutes les régions tropicales de l'Ancien monde. On trouve cette plante à l'état sauvage en particulier en Afrique subsaharienne (sauf en Afrique de l'Ouest), du Soudan à la Zambie, et de la Guinée équatoriale à l'Éthiopie, en Asie, dans le sous-continent indien (Bhoutan, Népal, Inde, Sri Lanka), dans la péninsule indochinoise (Cambodge, Vietnam) en Malaisie et aux Philippines, ainsi qu'en Chine (Guangdong, Guangxi) et en Australie.
Elle est par ailleurs cultivée dans de nombreux pays. Elle a été introduite notamment en Afrique du Sud, où elle a été observée dans le KwaZulu-Natal au Kloof Memorial Park et dans la Edgecliff Nature Reserve à Pinetown.